# أندريس رويز
أندريس رويز (بالإسبانية: Andrés Ruiz)‏ هو منافس ألعاب قوى كولومبي، ولد في 16 يوليو 1988.

## وصلات خارجية
- أندريس رويز على موقع الاتحاد الدولي لألعاب القوى (الإنجليزية)
- أندريس رويز على موقع رابطة إحصائيات سباق الطريق (الإنجليزية)
- أندريس رويز على موقع أوليمبيديا (الإنجليزية)